# 母老虎 (漫畫)
母老虎是三個不同漫畫超級反派的名字，他們都出現在DC漫畫出版的各種系列中。
真人版電視劇《哥譚》中出現了母老虎的原始化身塔比瑟·加拉萬 (Tabitha Galavan)，由傑西卡·盧卡斯 (Jessica Lucas) 飾演。 此外，寶拉布魯克斯 (Paula Brooks) 化身的母老虎出現在真人版 DC 宇宙 / CW 系列《逐星女 (電視劇)》中，由喬伊·奧斯曼斯基 (Joy Osmanski) 飾演。

## 出版歷史
黃金時代的第一位「母老虎」是一名在1930年代晚期活躍的賊/間諜，同時也是Zatara的敵人。她於1938年6月的《Action Comics》第1期初次登場，由Fred Guardineer創造。她穿著虎紋毛衣，領導著一群小偷和兇手。據稱她並沒有超能力。
第二位「母老虎」是Paula Brooks，她是Young All-Stars的成員，後來成為一名名為Huntress的女惡人。
第三位「母老虎」是Artemis Crock，她是第二位「母老虎」Paula Brooks的女兒，同時也是Injustice Society的成員。她初次登場於《Infinity Inc.》第34期，由Roy Thomas和Todd McFarlane創造。

## 虛構角色傳記

### Zatara的敵人
原始的黃金時代母老虎。
原始的母老虎在《Action Comics》的十二期中一直是Zatara的主要敵人，包括第1、3、6、7、9、10、22、23、25、30、35和42期。在她首次亮相時，她與Zatara及其助手Tong一起試圖搶劫一列貨運火車進行戰鬥。她逃脫了，後來以各種方法再次出現，試圖殺害富有的男人，包括使用攻擊飛機、毒害飲料以及用一種來自南美的稀有昆蟲的疾病感染他們。她還利用自己作為黑幫老大的影響力，迫使其他罪犯協助她進行犯罪活動，這通常包括銀行搶劫和其他寶貴物品的盜竊。
《Who's Who Update '87》 #1中的Artemis條目聲明，黃金時代的母老虎是Paula Brooks（第二代母老虎和原始獵人）的母親，也是Artemis Crock（第三代母老虎）的祖母。然而，《Who's Who Update '87》 #5中包含了對該信息的撤回聲明，並聲明Paula Brooks和Artemis Crock都與她無關。

### Paula Brooks
第二代母老虎是Paula Brooks。她曾是Young All-Stars的成員，後來成為了邪惡的獵人。她後來嫁給了體育大師（Sportsmaster），並生下一個女兒，Artemis Crock，後者成為了第三代母老虎。

### Artemis Crock
Artemis Crock是黃金時代的罪犯Paula Brooks和Crusher Crock的女兒。她走上了犯罪的道路，模仿她的父母，但只有過了一些年，她才擁抱了母老虎的名號。

## 其他版本
- 母老虎（Earth-S）

一位名為母老虎的女子出現在《Spy Smasher》＃2（1941年12月）。這個版本是Spy Smasher的敵人。
- 母老虎（Quality Universe）

一位名為The Tigress或Tiger Lady的女子出現在《Blackhawk》＃11（1946年6月）。她是一群國際犯罪逃犯的領袖，這些逃犯逃離了文明世界，躲藏在世界某個山區熱帶地區的叢林中的一座隱藏堡壘。她組織了這群亂民成為一隊戴著虎面具的致命槍手，主要是為了阻止當地居民。與Blackhawk中隊的偶然相遇以及她一些不明智的決定導致母老虎被當地射箭的居民殺死，她的暴徒被擊斃。

## 其他媒體
- 在《未來蝙蝠俠》的一集"Splicers"中，有一個由Cree Summer配音的《母老虎》變種出現。這個版本是一名人類，與虎DNA進行基因改造，由基因專家Dr. Abel Cuvier創造。

- 在《少年正義聯盟 (動畫)》中，由Stephanie Lemelin配音的Artemis Crock版本的《母老虎》出現。這個版本最初使用《母老虎》身份卧底作為超級惡棍，滲透到光明會（the Light）內，後來在她的男友Kid Flash為拯救地球而死後，永久性地使用了這個身份。

- 在《萬惡高譚市》中，由Jessica Lucas飾演的一個《母老虎》變種出現[1]。這個版本是Tabitha Galavan，是Theo Galavan（由James Frain扮演）的妹妹，也是Dumas家族的首席執行官，以及Silver St. Cloud的繼親[2]。

- 在《逐星女 (電視劇)》中，由Joy Osmanski飾演的Paula Brooks版本的《母老虎》出現。這個版本是Injustice Society of America的成員。

## 腳註
1. ↑  Matt Webb Mitovich. . tvline.com. 26 June 2015  [2023-12-26]. （原始内容存档于2015-12-05）.
2. ↑  Nellie Andreeva. . deadline.com. 25 June 2015  [2023-12-26]. （原始内容存档于2015-12-10）.

## 外部連結
- Comic Book Database: Tigress I （页面存档备份，存于）
- The Unofficial Tigress I Biography （页面存档备份，存于）